# サイタホールディングス

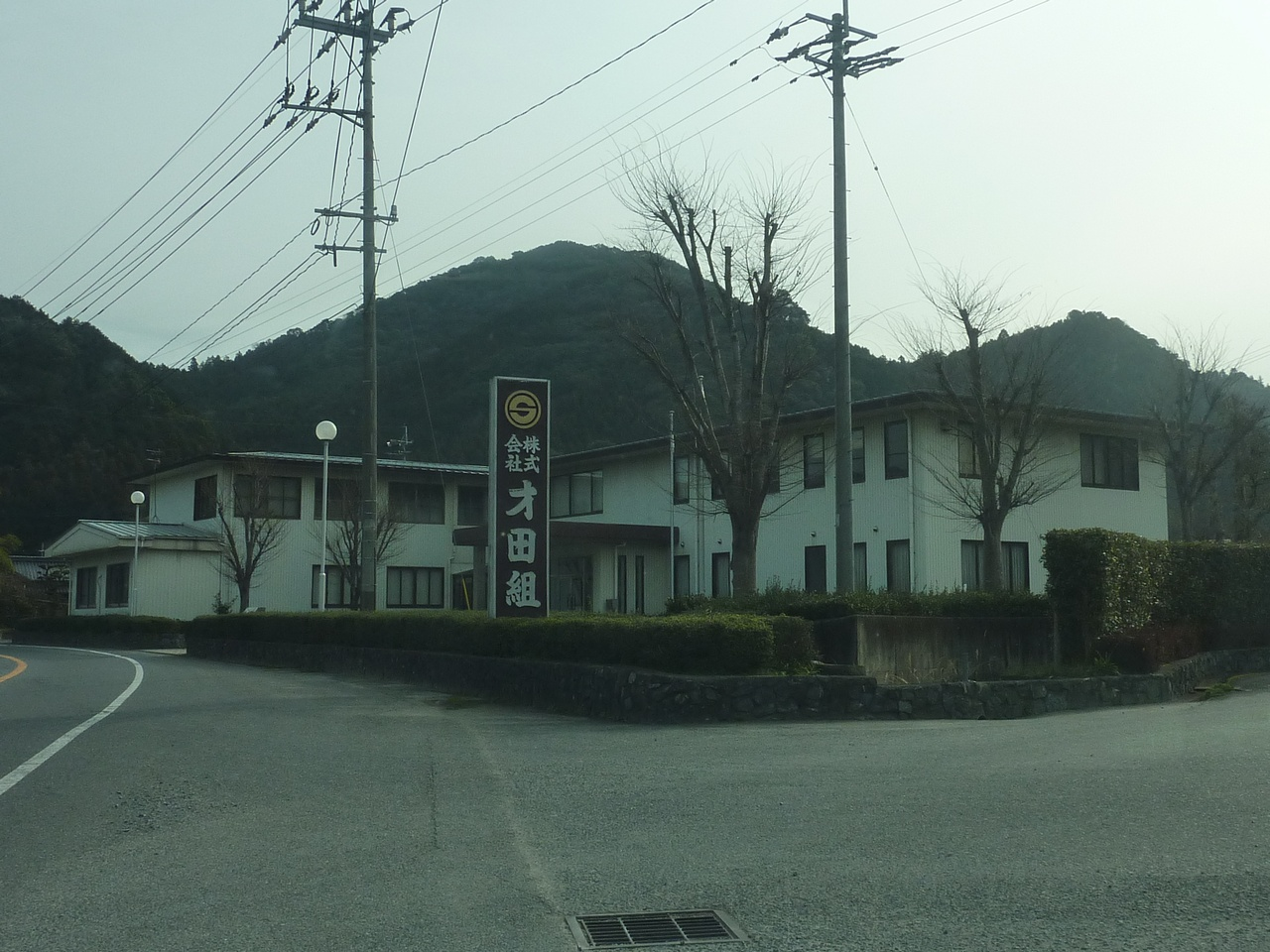
本社（才田組朝倉支店）

サイタホールディングス株式会社（英: SAITA CORPORATION）は、福岡県朝倉市に本社を置く持株会社。福岡証券取引所単独上場銘柄のひとつである（証券コードは1999）。

## 概要
1923年（大正12年）創業の才田組を前身とし、2006年（平成18年）に持株会社化。
傘下子会社は建設事業、砕石事業を主な事業とし酒類事業、その他事業（不動産賃貸業、石油製品販売）などを行う。過去にパキスタンにおいてインダス・ハイウェイの工事を受注したことがある。

## 沿革
- 1923年（大正12年）1月 - 朝倉郡において才田組として創業。
- 1949年（昭和24年）- 建設業法による福岡県知事登録
- 1955年（昭和30年）12月27日 - 組織変更して株式会社才田組を設立。
- 1994年（平成6年）7月12日 - 福岡証券取引所に株式を上場。
- 2002年（平成14年）10月 - ISO 9000:2000認証を取得。
- 2006年（平成18年）1月 - 持株会社制を導入し、会社分割により株式会社才田組、才田砕石工業株式会社、フエフーズ・ジャパン株式会社、株式会社サイテックスを設立。

## 関連会社
- 株式会社才田組
- 才田砕石工業株式会社
- フエフーズ・ジャパン株式会社
- 株式会社サイテックス
- 有限会社賀和運送
- 立花建設有限会社
- 朝倉生コンクリート株式会社

## 参考資料
- サイタホールディングス株式会社第58期 有価証券報告書（EDINET - 閲覧)